# Rheinmetall MK 20 Rh 202
El Rh202 es un cañón automático de calibre 20 mm, diseñado y producido por la firma alemana Rheinmetall.

## Descripción
Este cañón es utilizado en vehículos militares de origen alemán, como en el vehículo de combate de infantería Marder, el vehículo de reconocimiento Luchs y algunas variantes del vehículo de transporte de armamentos Wiesel AWC. También es utilizado en el VCTP del Ejército Argentino, un vehículo de combate de infantería basado en el chasis del tanque TAM. 
Algunos buques de la Marina Alemana también emplearon montajes con el Rh202 (usualmente 2 en fragatas y destructores, 4 en barcos de reabastecimiento), pero han sido o están siendo reemplazados con el nuevo cañón de control remoto MLG 27 de calibre 27 mm, fabricado por la empresa Mauser (actualmente una subsidiaria de Rheinmetall).